# Canottaggio ai Giochi della XVIII Olimpiade - Quattro senza maschile
La competizione del quattro senza maschile dei Giochi della XVIII Olimpiade si è svolta dall'11 al 15 ottobre 1964 nel bacino del Lago Sagami a Sagamihara.

## Programma
| Data            | Round      | Note                                                 |
| --------------- | ---------- | ---------------------------------------------------- |
| 11 ottobre 1964 | 3 Batterie | I vincitori in finale A. I restanti ai recuperi.     |
| 13 ottobre 1964 | 3 Recuperi | I vincitori in finale A, secondi e terzi in finale B |
| 14 ottobre 1964 | Finale B   |                                                      |
| 15 ottobre 1964 | Finale A   |                                                      |

## Risultati

### Batterie
| Pos. | Nazione   | Atleti                                                               | Tempo   |
| ---- | --------- | -------------------------------------------------------------------- | ------- |
| 1    | Danimarca | John Ørsted Hansen, Erik Petersen Kurt Helmudt, Bjørn Borgen Hasløv  | 6'51"78 |
| 2    | Romania   | Ştefan Pongratz, Ludovic Covaci-Borbely Carol Vereş, Nichifor Tarara | 6'57"35 |
| 3    | Canada    | Daryl MacDonald, Robert Brookson Neil Campbell, Chris Leach          | 7'01"97 |
| 4    | Australia | Richard Garrard, Peter Gillon Simon Newcombe, Anthony Walker         | 7'03"40 |
| 5    | Giappone  | Shunsuke Miki, Koju Tsukamoto Yasuji Honma, Bunzo Kimura             | 7'24"35 |

| Pos. | Nazione       | Atleti                                                                    | Tempo   |
| ---- | ------------- | ------------------------------------------------------------------------- | ------- |
| 1    | Gran Bretagna | John M. Russell, Hugh Wardell-Yerburgh William Barry, John James          | 6'47"04 |
| 2    | Stati Uniti   | Geoffrey Picard, Richard Lyon Theodore Nash, Ted Mittet                   | 6'56"40 |
| 3    | Paesi Bassi   | Sjoerd Wartena, Jim Enters Herman Boelen, Sipke Castelein                 | 7'01"51 |
| 4    | Argentina     | Juan Francisco Zanassi, Atilio Kesunza Jorge Meana, Juan Alberto Iannuzzi | 7'08"60 |
| 5    | Italia        | Romano Sgheiz, Fulvio Balatti Giovanni Zucchi, Luciano Sgheiz             | 7'11"65 |

| Pos. | Nazione          | Atleti                                                              | Tempo   |
| ---- | ---------------- | ------------------------------------------------------------------- | ------- |
| 1    | Germania         | Günter Schrörs, Horst Effertz Albrecht Müller, Manfred Misselhorn   | 6'37"83 |
| 2    | Unione Sovietica | Celestinas Jucys, Eugenijus Levickas Jonas Motiejūnas, Anatoly Sass | 6'40"12 |
| 3    | Francia          | Jean-Pierre Drivet, Roger Chatelain Philippe Malivoire, Émile Clerc | 6'45"95 |
| 4    | Austria          | Dieter Ebner, Horst Kuttelwascher Dieter Losert, Manfred Krausbar   | 6'48"18 |

### Recuperi
| Pos. | Nazione     | Atleti                                                              | Tempo   |
| ---- | ----------- | ------------------------------------------------------------------- | ------- |
| 1    | Stati Uniti | Geoffrey Picard, Richard Lyon Theodore Nash, Ted Mittet             | 6'38"93 |
| 2    | Francia     | Jean-Pierre Drivet, Roger Chatelain Philippe Malivoire, Émile Clerc | 6'42"85 |
| 3    | Giappone    | Shunsuke Miki, Koju Tsukamoto Yasuji Honma, Bunzo Kimura            | 7'00"29 |
| 4    | Australia   | Richard Garrard, Peter Gillon Simon Newcombe, Anthony Walker        | 7'01"07 |

| Pos. | Nazione          | Atleti                                                                    | Tempo   |
| ---- | ---------------- | ------------------------------------------------------------------------- | ------- |
| 1    | Italia           | Romano Sgheiz, Fulvio Balatti Giovanni Zucchi, Luciano Sgheiz             | 6'34"61 |
| 2    | Unione Sovietica | Celestinas Jucys, Eugenijus Levickas Jonas Motiejūnas, Anatoly Sass       | 6'37"86 |
| 3    | Canada           | Daryl MacDonald, Robert Brookson Neil Campbell, Chris Leach               | 6'53"38 |
| 4    | Argentina        | Juan Francisco Zanassi, Atilio Kesunza Jorge Meana, Juan Alberto Iannuzzi | 7'07"83 |

| Pos. | Nazione     | Atleti                                                               | Tempo   |
| ---- | ----------- | -------------------------------------------------------------------- | ------- |
| 1    | Paesi Bassi | Sjoerd Wartena, Jim Enters Herman Boelen, Sipke Castelein            | 6'29"42 |
| 2    | Romania     | Ştefan Pongratz, Ludovic Covaci-Borbely Carol Vereş, Nichifor Tarara | 6'30"37 |
| 3    | Austria     | Dieter Ebner, Horst Kuttelwascher Dieter Losert, Manfred Krausbar    | 7'25"83 |

### Finale B
| Pos. | Nazione          | Atleti                                                               | Tempo   |
| ---- | ---------------- | -------------------------------------------------------------------- | ------- |
| 7    | Unione Sovietica | Celestinas Jucys, Eugenijus Levickas Jonas Motiejūnas, Anatoly Sass  | 6'22"03 |
| 8    | Austria          | Dieter Ebner, Horst Kuttelwascher Dieter Losert, Manfred Krausbar    | 6'24"15 |
| 9    | Romania          | Ştefan Pongratz, Ludovic Covaci-Borbely Carol Vereş, Nichifor Tarara | 6'27"28 |
| 10   | Francia          | Jean-Pierre Drivet, Roger Chatelain Philippe Malivoire, Émile Clerc  | 6'38"32 |
| 11   | Canada           | Daryl MacDonald, Robert Brookson Neil Campbell, Chris Leach          | 6'45"50 |
| 12   | Giappone         | Shunsuke Miki, Koju Tsukamoto Yasuji Honma, Bunzo Kimura             | 6'51"60 |

### Finale A
| Pos.    | Nazione       | Atleti                                                              | Tempo   |
| ------- | ------------- | ------------------------------------------------------------------- | ------- |
| Oro     | Danimarca     | John Ørsted Hansen, Erik Petersen Kurt Helmudt, Bjørn Borgen Hasløv | 6'59"30 |
| Argento | Gran Bretagna | John M. Russell, Hugh Wardell-Yerburgh William Barry, John James    | 7'00"47 |
| Bronzo  | Stati Uniti   | Geoffrey Picard, Richard Lyon Theodore Nash, Ted Mittet             | 7'01"37 |
| 4       | Paesi Bassi   | Sjoerd Wartena, Jim Enters Herman Boelen, Sipke Castelein           | 7'09"98 |
| 5       | Italia        | Romano Sgheiz, Fulvio Balatti Giovanni Zucchi, Luciano Sgheiz       | 7'10"05 |
| 6       | Germania      | Günter Schrörs, Horst Effertz Albrecht Müller, Manfred Misselhorn   | 7'10"33 |